# Érsebészet
Az érsebészet a sebészet azon tudományága, mely az erek és azok megbetegedéseivel foglalkozik műtéti beavatkozással.
Ennek megfelelően az érsebészet körébe tartoznak a különböző érbetegségek (trombózis, érelmeszesedés, visszér stb.), egyes esetekben a szív és az agy érbetegségei.

## Érsebészet története
Az érgyógyászat fejlődése során a széles körben művelt sebészeti beavatkozás, még inkább a rekonstrukció a második világháború után lett véglegesítve, alakult ki. Mégis a legelső műtéti beavatkozások megközelítőleg a II. században történtek. Az érsebészet történetének pár fontos állomása:
Aneurysmaleírás, -műtét: II. század, Antyllus
Nyaki borda eltávolítás: 1858, Coote
Érvarrat: 1903-1912, Carell
Thrombendarteriectomiai műtét: 1947, Dos Santos
Vénaáthidalás (bypass): 1949, Kunlin
Arterio-venosus fistula: 1955, Malan
Sikeres aortaív-rekonstrukció: 1966, De Bakey
Fogarty-katéter: 1971, Fogarty

## Leggyakoribb érsebészeti beavatkozások

### Érvarrat
Egy ér összevarrása, valamilyen varrattípus alkalmazásával.

### Éranastomosis
Két érvég egyesítése. Anastomosis típusok:
-End to end anastomosis: Jelentése "vég a véghez", lényege, hogy két eret a végüknél összevarrjon, ezzel egyesítve őket.
-End to side anastomosis: Jelentése "vég az oldalhoz", lényege, hogy az egyik ér végét összekösse egy másik ér oldalával, ezzel egyesítve őket.

### Thrombectomia (embolectomia)
Artériás embolia, illetve artériás és vénás thrombosis eseteiben nyújt megoldást. Egy katétert vezetnek be az elzáródott érbe, végén egy felfújható ballonnal. Az elzáródott résznél folyadékot vezetnek a ballonba, az felfújódik, ezáltal megrepesztve a thrombust. Ezután többször megismételve kell a katétert fel-, illetve levezetni az érben, míg ki nem húzza a thrombust, és a visszavérzés megjelenik. Ekkor tekinthető a manőver befejezettnek.

### Endarteriectomia, thrombendarteriectomia

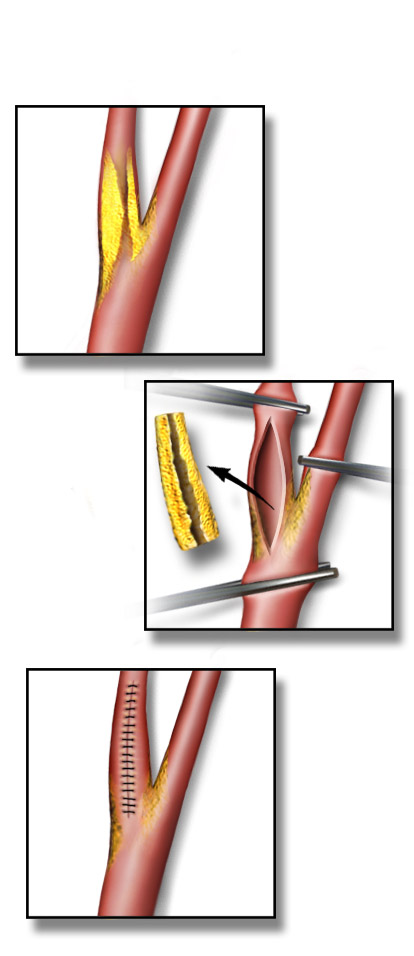
Endarteriectomia a carotis rendszeren

Az endarteriectomia (thrombendarteriectomia) lényege, hogy a megbetegedett érfalréteget leválasztva és az esetleg rajta levő thrombussal együtt eltávolítva helyreállítja az ér lumenjét.

### Bypass

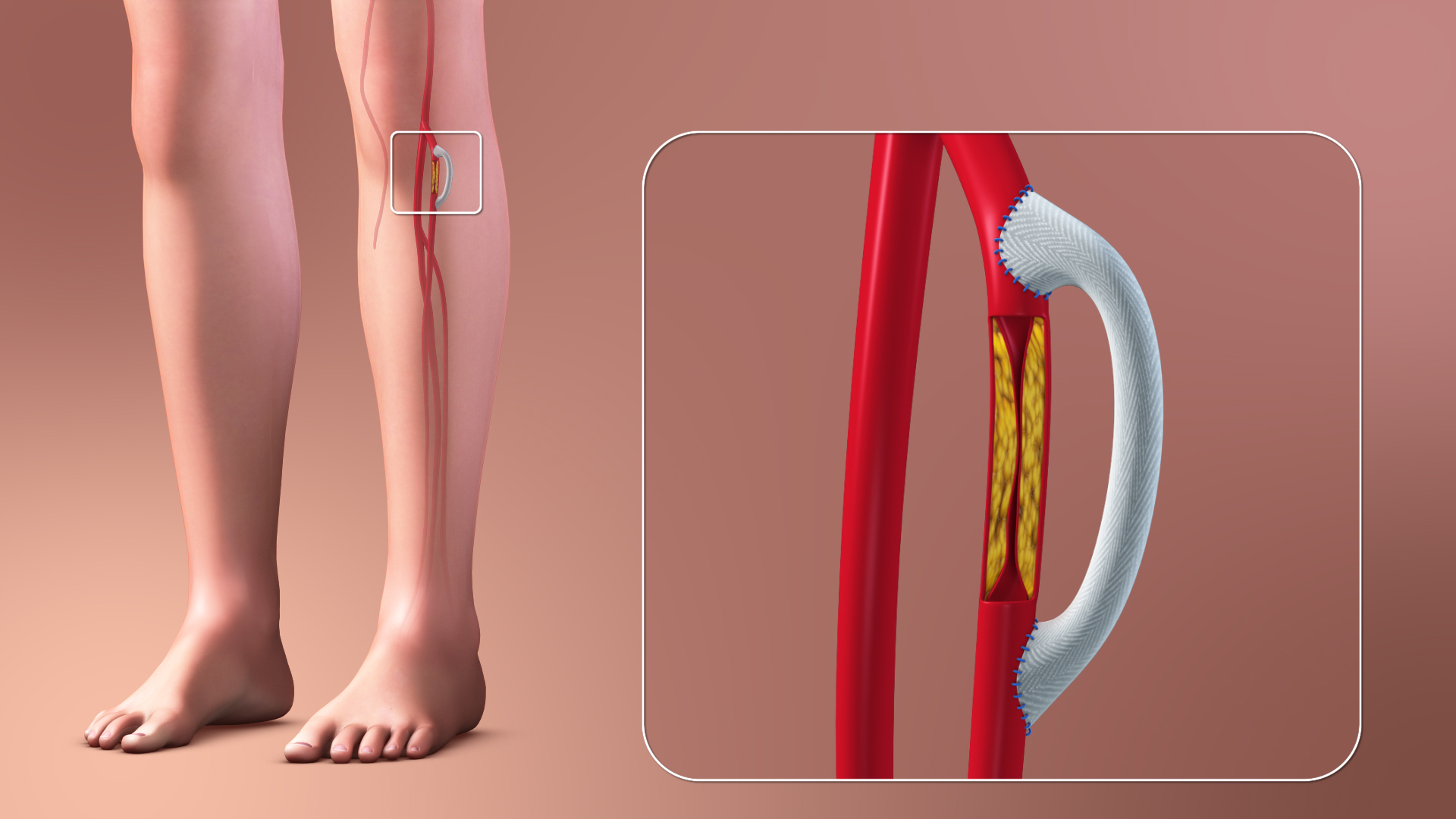
Bypass graft az alsó végtagon

Neve az angol "áthidalás, elkerülés" szóból ered. Lényege, hogy az elzáródott/kritikusan beszűkült érszakasz felett egy érgraftot vezetnek el, melynek célja, hogy kikerülje az elzáródott részt, ezzel akadálytalanná téve az áramlást. A módszer a test szinte bármely részén alkalmazható. A graft lehet a paciens saját testéből származó véna (autograft), más személyből származó véna (allograft) vagy mesterségesen előállított érsebészeti implantátum (pl. Teflon, Dacron) is.

## Leggyakoribb érbetegségek

### Érelmeszesedés(arteriosclerosis)
Az érelmeszesedés az artériákra ható fő érbetegség. Az érelmeszesedés (arterioszklerózis) egy élettani folyamat, melynek során az artériák belső falára zsírok, úgynevezett plakkok rakódnak le, ezáltal csökkentve az erek térfogatát és a vér akadálytalan áramlását. Három fajtáját ismerjük:
-Atherosclerosis: Az elasztikus, és muscularis (nagy térfogatú) arteriák jellemző érfalkárosodása.
-Mönckeberg-féle mediasclerosis: Ritka fajtája az arteriosclerosisnak, Közepesen nagy muscularis és elasztikus arterákat érint.
-Arteriolosclerosis: Kis arteriák és arteriolákra jellemző arteriosclerosis.

### Aneurysma
Aneurysma az érfal normálistól eltérő, zsákszerű kitágulása. Fő fajtái:
- Aneurysma ruptura: Korábban meglévő arteriás tágulat megreped
- Dissectio: Az arterián az intima – és csak az intima – megreped, majd vér kerül az érfal rétegei közé. Következménye lehet ruptura, vagy álaneurysma.
- Álaneurysma: Az ér folytonossága megszakad, a vér kiáramlik, de anatómiailag határolt területre. Így a környezete blokkolja terjedését, az ottlévő szöveteket roncsolja, és növekszik. (Az álaneurysmát gyakran keverik az aneurysmával!).

### Arteriás thrombosis
Az arteriosclerotikus erek kritikus szűkületében vagy szűkületei között thrombosis alakul ki. Következményei a klasszikus triász:
1. egyenetlen érfal (plaque)
2. lelassult áramlás
3. a vér alkotóelemei arányának megváltozása